# Vincent de Xaintes
Pour l’ancienne commune, voir Saint-Vincent-de-Xaintes. Pour le lieu de culte, voir Église Saint-Vincent-de-Xaintes.
Vincent de Xaintes ou de Sentes est un saint et martyr chrétien, premier évêque de Dax.

## Biographie
La vie et l'apostolat de Vincent de Xaintes sont peu documentés. Il vit entre le IIIe et IVe siècles en Novempopulanie, subdivision de l'Empire romain d'Occident. Il est exécuté vers le IVe siècle avec son frère Loetus (ou Lætus) selon un manuscrit du VIIIe siècle. Il est vénéré comme évêque et martyr et fêté le 1er septembre à Dax et à Auch. L'église Saint-Vincent-de-Xaintes de Dax est bâtie sur le lieu supposé de son martyre. D'autres lieux de culte lui sont voués, comme l'église Saint-Vincent-de-Xaintes de Belhade du XIe siècle, l'église de Castandet ou l'église Saint-Vincent d'Hendaye, localement appelée Bixintxo.

## Galerie

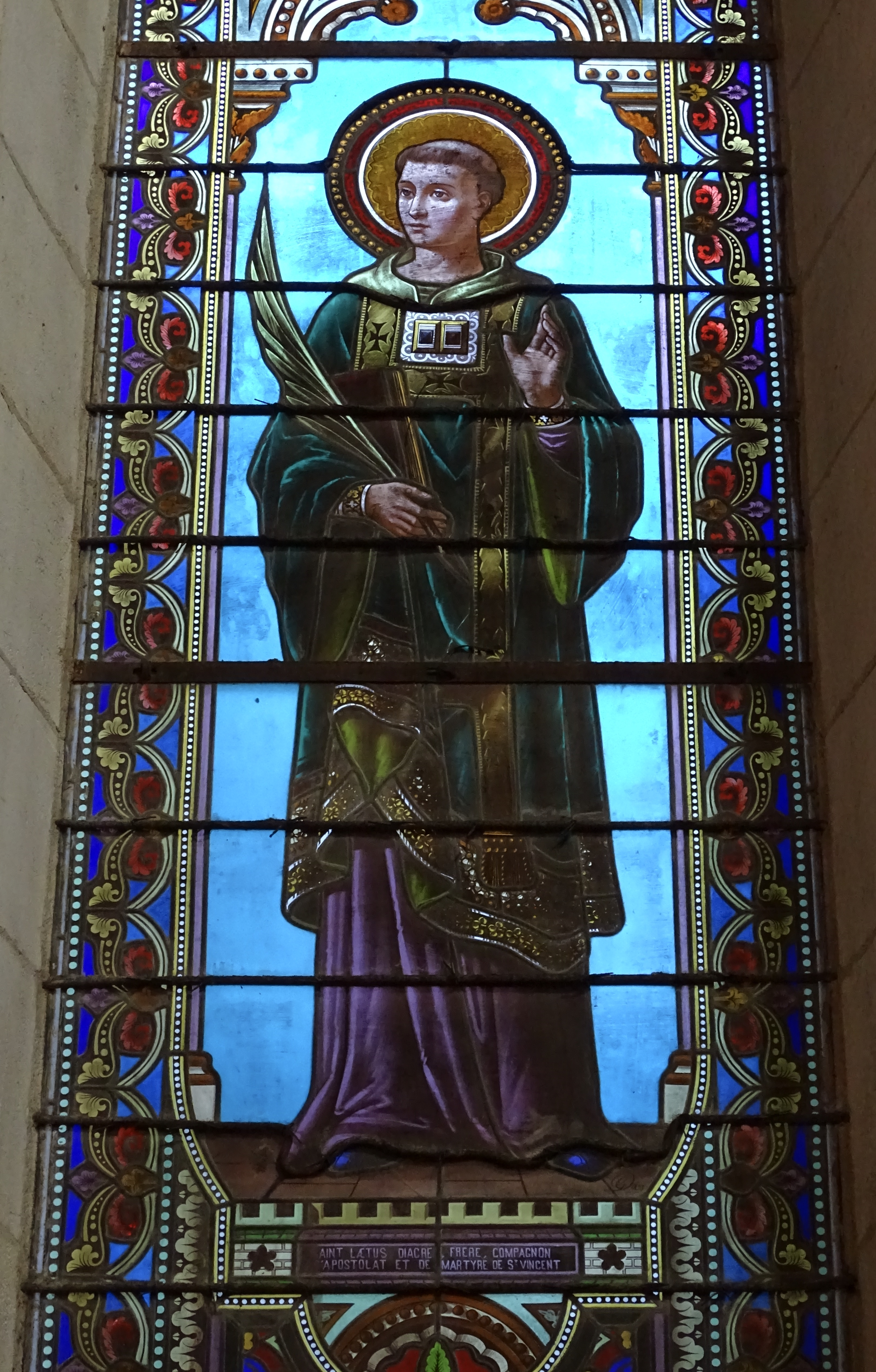
Lætus, frère de Vincent de Xaintes.
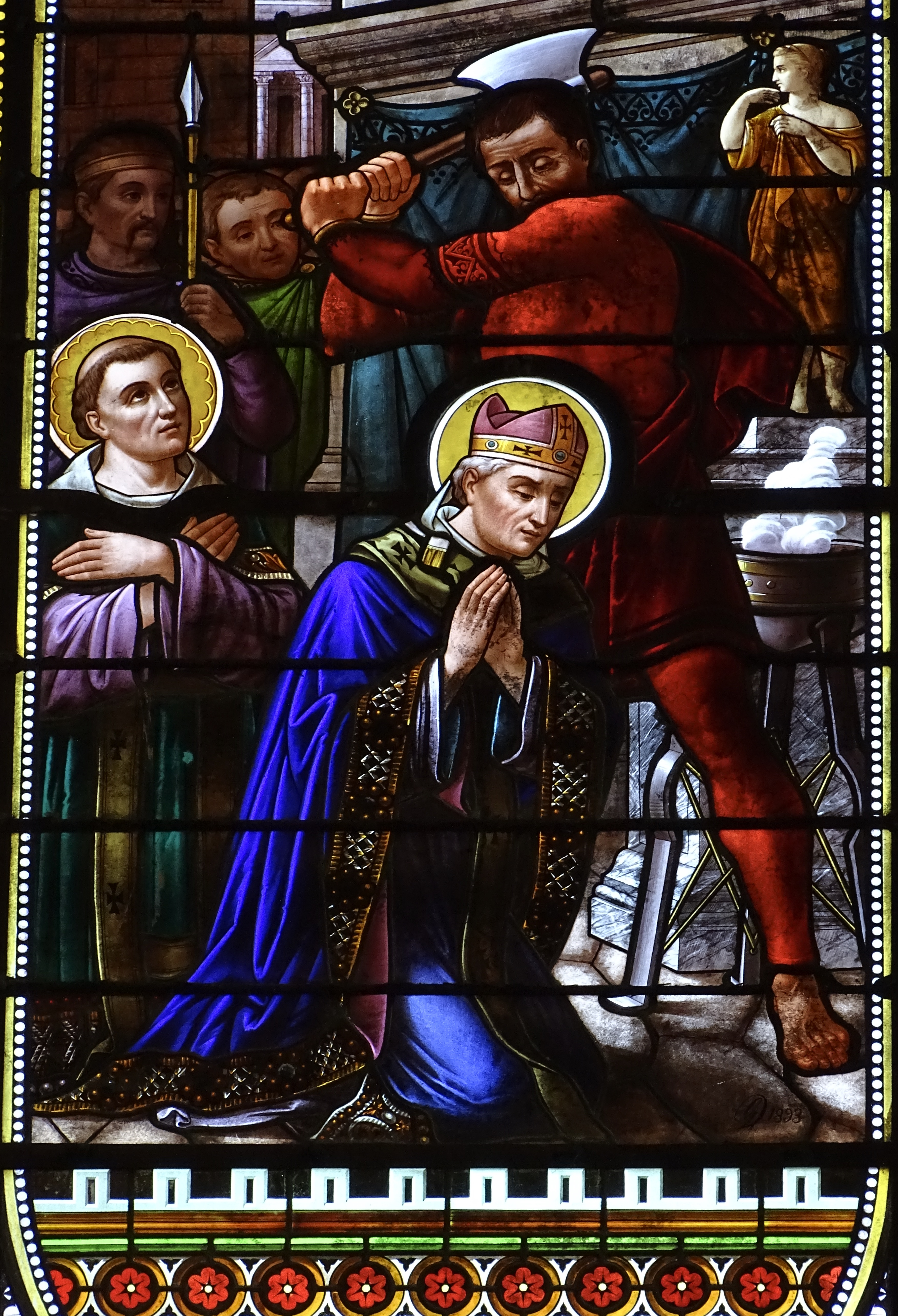
Décapitation de Vincent de Xaintes.
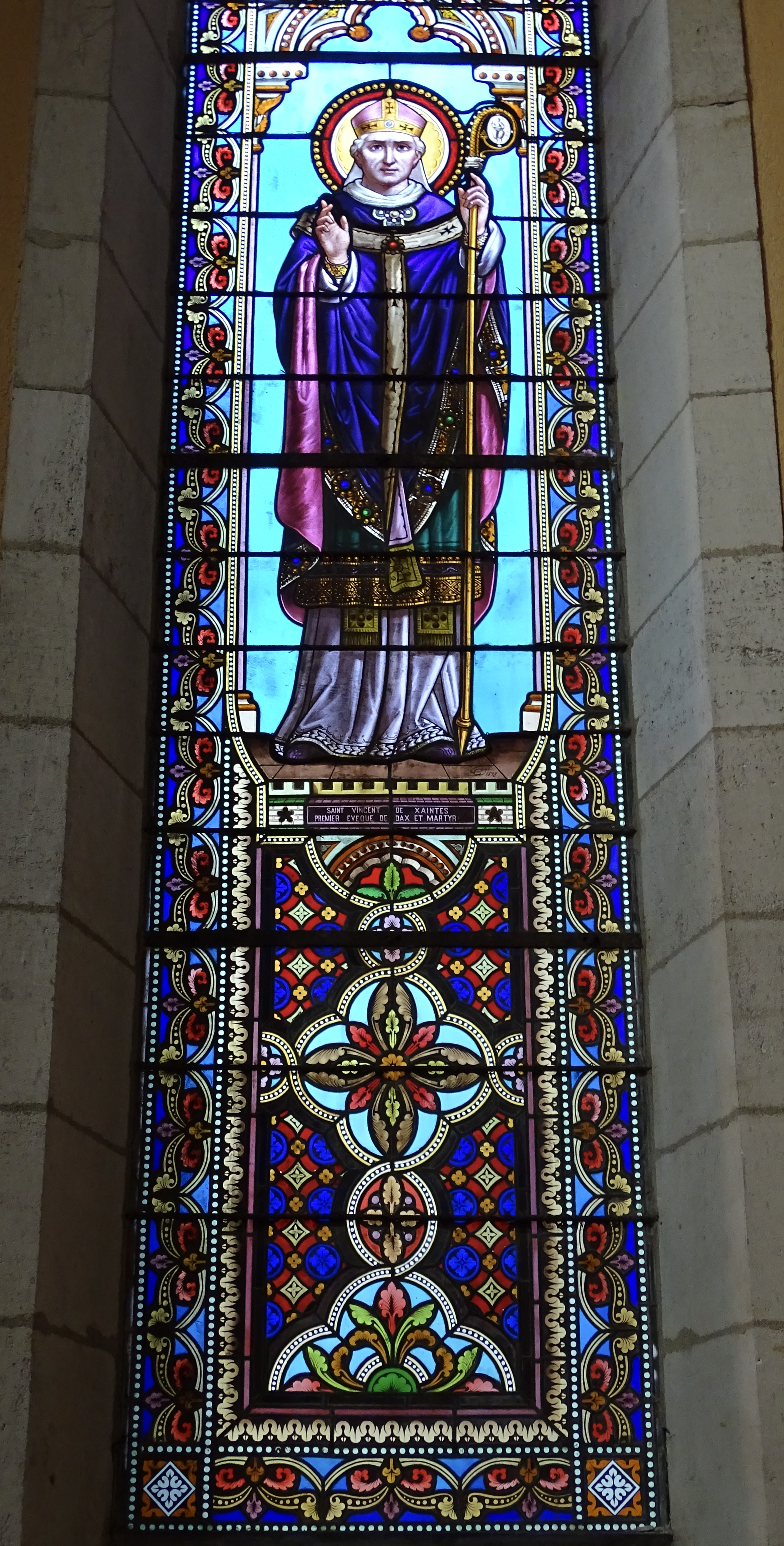
Vincent de Xaintes.